# Rafiq Hariri
Rafiq Baha' al-Din al-Hariri (en árabe: رفيق بهاء الدين الحريري‎) (Sidón, 1 de noviembre de 1944-Beirut, 14 de febrero de 2005) fue un político y magnate libanés. Fue primer ministro de Líbano en dos ocasiones, de 1992 a 1998 y nuevamente desde 2000 hasta que renunció el 20 de octubre de 2004, antes de su asesinato en 2005.
Hariri encabezó cinco gabinetes durante su mandato. Se le reconoció ampliamente su papel en la construcción del Acuerdo de Taif que puso fin a la guerra civil libanesa de 15 años. También jugó un papel enorme en la reconstrucción de la capital libanesa, Beirut. Fue el primer primer ministro posterior a la guerra civil y el político libanés más influyente y millonario hasta su asesinato. Durante el primer mandato de Hariri como primer ministro, las tensiones entre Israel y el Líbano aumentaron, como resultado de la masacre de Qana. En 2000, cuando fue nombrado primer ministro por segunda vez, el mayor logro durante su tiempo como primer ministro fue la retirada israelí del sur del Líbano, poniendo fin a una ocupación de 18 años.
El 14 de febrero de 2005, Hariri fue asesinado por un atacante suicida con un coche bomba en Beirut. Cuatro miembros de Hezbolá fueron acusados del asesinato y juzgados por el Tribunal Especial para el Líbano, mientras otros han vinculado el asesinato con el gobierno sirio. El resultado de una investigación de 15 años condujo al veredicto de culpabilidad de varias personas del partido de Hezbolá que participaron. El asesinato fue un catalizador para un cambio político dramático en el Líbano. Las protestas masivas de la Revolución del Cedro, ayudaron a lograr la retirada de las tropas y las fuerzas de seguridad sirias del Líbano y un cambio de gobierno. Hariri fue uno de los 100 hombres más ricos del mundo.

## Biografía
Hariri nació el 1 de noviembre de 1944 en el seno de una modesta familia musulmana suní de la ciudad portuaria libanesa de Sidón. Tuvo dos hermanos (el hermano Shafic y la hermana Bahia). Cursó estudios primarios y secundarios en Sidón, y se licenció en Administración de Empresas por la Universidad Árabe de Beirut.

## Trayectoria

### Empresarial
Emigró en 1965 para trabajar en Arabia Saudí en una compañía de construcción y poder costearse su formación. En 1969 crea su propia empresa, con la que aprovecha los beneficios generados por el alza del precio del petróleo en la década de 1970 para conseguir una gran fortuna. En 1977 obtuvo del rey Khalid el contrato para construir una suntuosa mansión y complejo cerca de La Meca que le reportará grandes beneficios. En 1978, obtiene la ciudadanía saudí gracias al reconocimiento que le realiza la familia real como compensación a sus contribuciones al desarrollo del país, singularmente al propio rey. En 1979 consigue múltiples contratos de construcción de hoteles, edificios de oficinas y empresas que le permitirán adquirir la filial francesa Oger Saudí fuertemente implantada en la zona. En las décadas posteriores ampliaría sus negocios a nivel internacional con empresas petrolíferas, banca, industrias y telecomunicaciones.
Ya en plena guerra civil libanesa, vuelve a Sidón y funda el Instituto Islámico por la Cultura y la Educación Superior, financiado de su propio bolsillo y de las aportaciones de la familia real de Arabia Saudí. En 1984 el Instituto se transforma en la Fundación Hariri abriendo diversas sedes en Líbano y el resto del mundo, creando un plan de becas universitarias que permitieron a miles de estudiantes libaneses salir de su país y estudiar en las más prestigiosas universidades de todo el mundo. En 1982, cuando la guerra remitía, había adquirido buena parte de la zona occidental de Beirut totalmente en ruinas, donde comenzó la reconstrucción de la ciudad, al parecer aportando generosas sumas y no cobrando por ello.

### Política
Su actividad política se puso de manifiesto en 1983, al tratar de mediar para favorecer los acuerdos entre las partes en conflicto y permitir la liberación de prisioneros. En 1984 financia las reuniones que se mantienen en Ginebra y Lausana para poner fin a la guerra aprovechando los acuerdos de Amin Gemayel con Israel y Siria, pero fracasa. En 1989 volvió a financiar una reunión de la Asamblea libanesa en Taif, que aprobó la Carta Libanesa de Reconciliación Nacional, un acuerdo general que trataba de poner fin al enfrentamiento entre sirios y el autoproclamado presidente Michel Aoun, si bien en noviembre el nuevo presidente, René Moawad es asesinado y fracasa el proceso, eligiéndose al prosirio Elias Hrawi.
En 1992 es nombrado primer ministro de Líbano, donde gozaba de gran popularidad debido a sus aportaciones económicas durante la guerra civil libanesa. Hasta 1998 realizó un ambicioso plan de reconstrucción del país avalado por el Banco Mundial.

## Asesinato

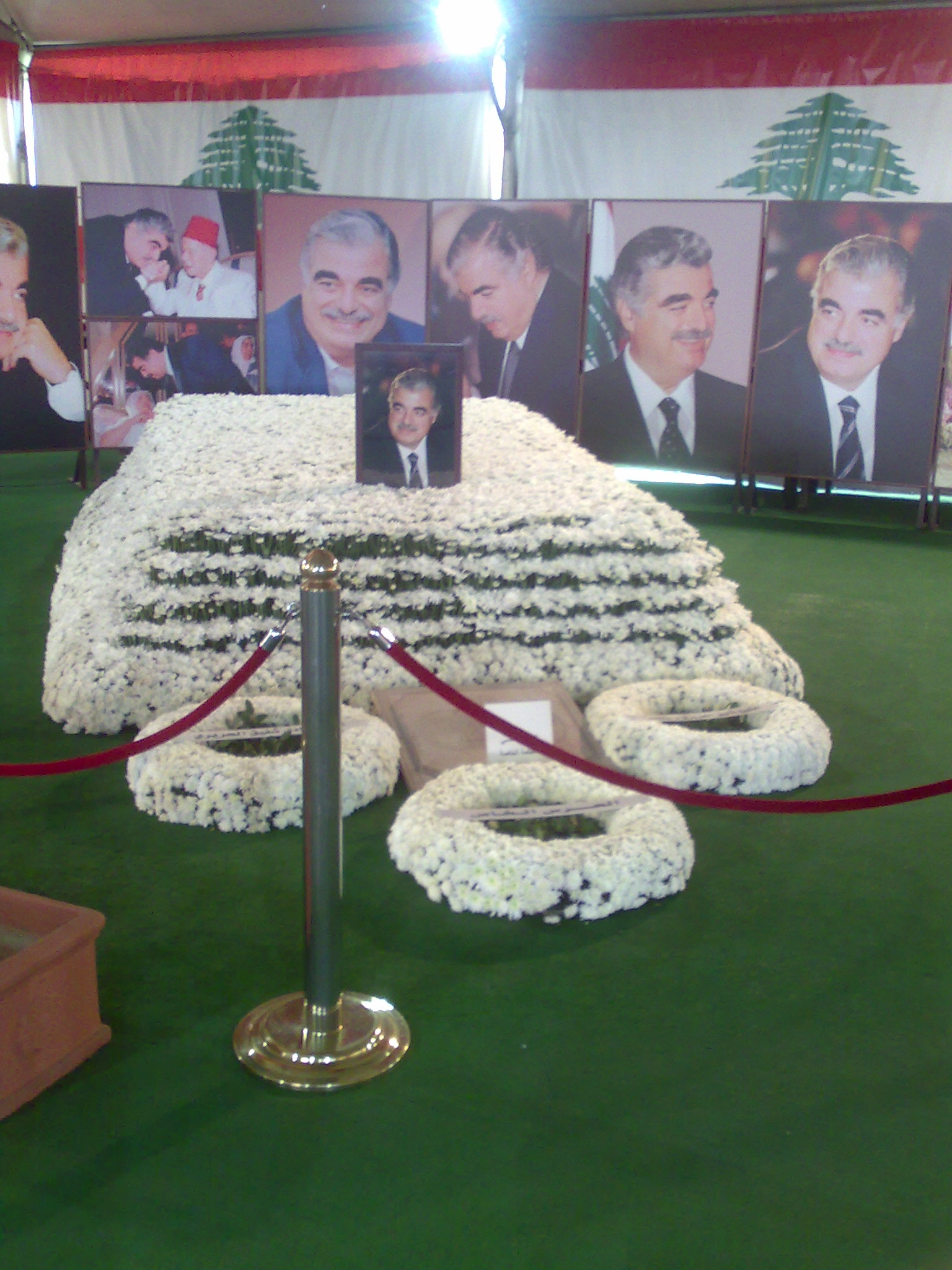
Tumba de Rafic Hariri en Beirut.

En 2011, el Tribunal Especial para el Líbano en Países Bajos, acusó formalmente a cuatro miembros de Hezbolá por la masacre, y en 2013 agregó el nombre de un quinto implicado. Los cinco terroristas de Hezbolá fueron declarados culpables in absentia después de un año de juicio.

### Investigación
Por su muerte se acusó al gobierno sirio, más concretamente a Ghazi Kanaan, quien había sido jefe de los Servicios Secretos sirios en Líbano durante el tiempo de ocupación del país, hecho desmentido por el propio acusado y su gobierno. No obstante, Kanaan se suicidó días antes de hacerse público el informe de la ONU sobre el crimen. El 20 de octubre de 2005, las conclusiones presentadas por Detlev Mehlis en el Consejo de Seguridad de la ONU implicaban a las autoridades sirias en el atentado sin especificar el autor.
El 22 de noviembre de 2006, el Consejo de Seguridad de las Naciones Unidas aprobó por unanimidad, mediante la Resolución 1595, la posibilidad de creación de un Tribunal Internacional que investigara el asesinato de distintos políticos del Líbano, incluyendo a Hariri, un día después del asesinato del ministro de Industria, Pierre Amine Gemayel. El Tribunal quedó aprobado definitivamente el 30 de mayo de 2007, según iniciativa conjunta de Estados Unidos y Francia, con el voto favorable de otros ocho miembros del Consejo de Seguridad, y la abstención de cinco, entre ellos Rusia, por considerar que el tribunal no ayudará a solventar los problemas de la región, y China que lo considera un precedente de injerencia en asuntos internos de un Estado miembro. Los otros tres países que se abstuvieron fueron Sudáfrica, Indonesia y Catar.
El Tribunal tenía la condición de especial y una duración de tres años, y se amparaba en el capítulo VII de la Carta de las Naciones Unidas que trata las amenazas a la paz y seguridad mundial. Siria ha manifestado que daña los intereses libaneses y que no reconocerá jamás el tribunal internacional y Líbano, a través de su ministro de Asuntos Exteriores y Cultura, Tarek Mitri, expresó que el tribunal permitiría la reconciliación y el conocimiento de la verdad. Las Naciones Unidas y Líbano tenían un convenio firmado para la creación del Tribunal que estuvo paralizado por la no aprobación, imprescindible, del Parlamento libanés, en manos de la oposición pro-Siria.
En 2011, cuatro miembros del Hezbolá fueron acusados por el Tribunal en La Haya y un quinto lo fue en 2013. Los cinco miembros de Hezbolá, Hussein Hassan Oneissi, Salim Jamil Ayyash, Assad Hassan Sabra, Hassan Habib Merhi y Mustafa Amine Badreddine, no fueron apresados a pesar de las alertas rojas de INTERPOL, pero fueron juzgados, in absentia, por los asesinatos. Muchas pruebas contra la organización fueron expuestas. Durante el juicio, que duró un año, muchos testigos fueron amenazados y uno de los investigadores fue asesinado, y las identidades de varios líderes clandestinos de Hezbolá se hicieron públicas.

## Legado

Estatua de Rafic Hariri en Beirut, cerca del lugar de su asesinato.

El 22 de junio de 2005, el Aeropuerto Internacional de Beirut, fue renombrado a «Aeropuerto Internacional Rafic Hariri», en su honor. Además, el Hospital Universitario General de Beirut pasó a llamarse Hospital Rafiq Hariri.

## Vida personal
Hariri se casó dos veces y tuvo seis hijos. En 1965, se casó con una mujer iraquí, Nidal Bustani, madre de sus tres hijos: Bahaa, hombre de negocios; Saad, que sucedió a su padre como líder del movimiento del futuro, y Houssam, que murió en un accidente de tráfico en Estados Unidos a finales de los años 1980. Se divorciaron, y en 1976 se casó con su segunda esposa, Nazik Audi, madre de tres de los hijos de Hariri: Ayman, Fahd y Hind.
Desde 1982 hasta su muerte, Hariri fue propietario de 2–8.ª Rutland Gate, una gran casa en el distrito de Knightsbridge de Londres. La casa fue donada al príncipe heredero de Arabia Saudita, Sultán bin Abdulaziz, después del asesinato de Hariri.

## Noticias de prensa
- Noticia sobre la repercusión del Informe de la ONU sobre el asesinato de Hariri
- Posición contraria de la familia de Hariri a las sanciones a Siria
- Apuntes políticos sobre Hariri en la BBC
- El descrédito de la Comisión Mehlis, Red Voltaire, 16 de diciembre de 2005.